# Оборське сільське поселення
Обо́рське сільське поселення (рос. Оборское сельское поселение) — сільське поселення у складі району імені Лазо Хабаровського краю Росії.
Адміністративний центр — селище Обор.

## Населення
Населення сільського поселення становить 661 осіб (2019; 913 у 2010, 1195 у 2002).

## Склад
До складу сільського поселення входять:
| Населений пункт | Населення, осіб (2002) | Населення, осіб (2010) |
| --------------- | ---------------------- | ---------------------- |
| 43 км, селище   | 172                    | 214                    |
| 52 км, селище   | 210                    | 33                     |
| Обор, селище    | 813                    | 666                    |